# Juan Izquierdo Viana
Juan Manuel Izquierdo Viana (Montevideo, 4 de julio de 1997-São Paulo, 27 de agosto de 2024) fue un futbolista uruguayo que jugaba como defensa. Su último equipo fue el Club Nacional de Football de la Primera División de Uruguay.

## Fallecimiento
El 22 de agosto de 2024, durante el partido de vuelta de los octavos de final de la Copa Libertadores entre Nacional y São Paulo, ingresó al inicio del segundo tiempo en reemplazo de Sebastián Coates. A pocos minutos del final, sufrió una descompensación que lo hizo desplomarse en el campo. Fue rápidamente atendido por los paramédicos presentes en el Estadio Morumbi.
Con el paso de los días, su estado se agravó. El diagnóstico inicial indicó que había sufrido una arritmia que desencadenó un paro cardíaco con consecuencias neurológicas. Falleció en la noche del 27 de agosto de 2024 en un hospital en São Paulo.
Se decidió que la edición 122° del Campeonato Uruguayo de la Primera División Profesional organizado por la AUF en 2025 lleve la denominación «Juan Izquierdo», en homenaje al futbolista fallecido el año anterior.

## Estadísticas
Actualizado al último partido disputado el 22 de agosto de 2024.
| Club                           | Div.          | Temporada     | Liga  | Liga  | Liga   | Copas nacionales | Copas nacionales | Copas nacionales | Copas internacionales | Copas internacionales | Copas internacionales | Total | Total | Total  |
| Club                           | Div.          | Temporada     | Part. | Goles | Asist. | Part.            | Goles            | Asist.           | Part.                 | Goles                 | Asist.                | Part. | Goles | Asist. |
| ------------------------------ | ------------- | ------------- | ----- | ----- | ------ | ---------------- | ---------------- | ---------------- | --------------------- | --------------------- | --------------------- | ----- | ----- | ------ |
| Cerro · Uruguay                | 1.ª           | 2017          | 0     | 0     | 0      | —                | —                | —                | —                     | —                     | —                     | 0     | 0     | 0      |
| Cerro · Uruguay                | 1.ª           | 2018          | 28    | 1     | 2      | —                | —                | —                | 4                     | 0                     | 0                     | 32    | 1     | 2      |
| Cerro · Uruguay                | Total club    | Total club    | 28    | 1     | 2      | 0                | 0                | 0                | 4                     | 0                     | 0                     | 32    | 1     | 2      |
| Peñarol · Uruguay              | 1.ª           | 2019          | 5     | 0     | 0      | —                | —                | —                | 0                     | 0                     | 0                     | 5     | 0     | 0      |
| Peñarol · Uruguay              | Total club    | Total club    | 5     | 0     | 0      | 0                | 0                | 0                | 0                     | 0                     | 0                     | 5     | 0     | 0      |
| Montevideo Wanderers · Uruguay | 1.ª           | 2020          | 16    | 2     | 2      | —                | —                | —                | —                     | —                     | —                     | 16    | 2     | 2      |
| Montevideo Wanderers · Uruguay | Total club    | Total club    | 16    | 2     | 2      | 0                | 0                | 0                | 0                     | 0                     | 0                     | 16    | 2     | 2      |
| San Luis · México              | 1.ª           | 2020-21       | 4     | 0     | 0      | —                | —                | —                | —                     | —                     | —                     | 4     | 0     | 0      |
| San Luis · México              | Total club    | Total club    | 4     | 0     | 0      | 0                | 0                | 0                | 0                     | 0                     | 0                     | 4     | 0     | 0      |
| Montevideo Wanderers · Uruguay | 1.ª           | 2021          | 14    | 0     | 1      | —                | —                | —                | —                     | —                     | —                     | 14    | 0     | 1      |
| Montevideo Wanderers · Uruguay | Total club    | Total club    | 30    | 2     | 3      | 0                | 0                | 0                | 0                     | 0                     | 0                     | 30    | 2     | 3      |
| Nacional · Uruguay             | 1.ª           | 2022          | 1     | 0     | 0      | 2                | 0                | 0                | —                     | —                     | —                     | 3     | 0     | 0      |
| Nacional · Uruguay             | Total club    | Total club    | 1     | 0     | 0      | 2                | 0                | 0                | 0                     | 0                     | 0                     | 3     | 0     | 0      |
| Liverpool · Uruguay            | 1.ª           | 2023          | 31    | 3     | 0      | 1                | 0                | 0                | 5                     | 0                     | 0                     | 37    | 3     | 0      |
| Liverpool · Uruguay            | Total club    | Total club    | 31    | 3     | 0      | 1                | 0                | 0                | 5                     | 0                     | 0                     | 37    | 3     | 0      |
| Nacional · Uruguay             | 1.ª           | 2024          | 26    | 1     | 0      | 1                | 0                | 0                | 7                     | 0                     | 0                     | 34    | 1     | 0      |
| Nacional · Uruguay             | Total club    | Total club    | 27    | 1     | 0      | 3                | 0                | 0                | 7                     | 0                     | 0                     | 37    | 1     | 0      |
| Total carrera                  | Total carrera | Total carrera | 125   | 7     | 5      | 4                | 0                | 0                | 16                    | 0                     | 0                     | 145   | 7     | 5      |
| 1. 2.                          |               |               |       |       |        |                  |                  |                  |                       |                       |                       |       |       |        |

## Palmarés

### Títulos nacionales
| Título              | Club      | País    | Año  |
| ------------------- | --------- | ------- | ---- |
| Torneo Apertura     | Peñarol   | Uruguay | 2019 |
| Torneo Clausura     | Nacional  | Uruguay | 2022 |
| Campeonato Uruguayo | Nacional  | Uruguay | 2022 |
| Supercopa Uruguaya  | Liverpool | Uruguay | 2023 |
| Torneo Intermedio   | Liverpool | Uruguay | 2023 |
| Torneo Clausura     | Liverpool | Uruguay | 2023 |
| Campeonato Uruguayo | Liverpool | Uruguay | 2023 |
| Torneo Intermedio   | Nacional  | Uruguay | 2024 |

### Distinciones individuales
| Distinción                                             | Año  |
| ------------------------------------------------------ | ---- |
| Premios AUF - Equipo ideal del mes (agosto/septiembre) | 2023 |
| Premios AUF - Equipo ideal del año (nominado)          | 2023 |
| Fútbolx100 – Equipo ideal del año                      | 2023 |